# 阿查拉山
62°55′S 60°42′W / 62.917°S 60.700°W

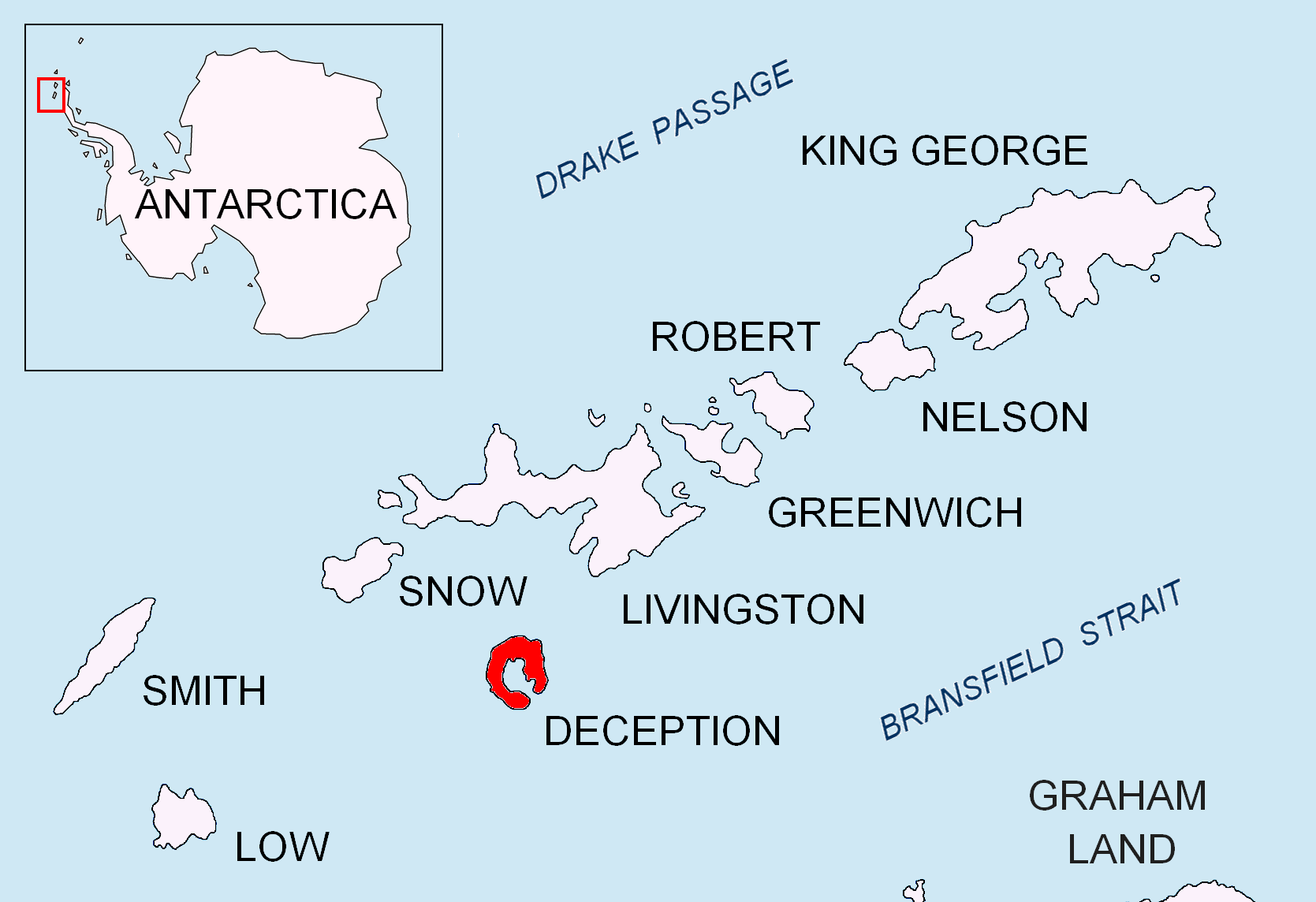

阿查拉山（Mount Achala），是南極洲的山峰，位於南設得蘭群島的欺骗岛，處於特萊豐嶺北端，海拔高度680米，在1956年被繪入阿根廷政府地圖，現時由南極條約體系管理。